# Holbrook Blinn
Pour les articles homonymes, voir Blinn.
Holbrook Blinn, né le 23 janvier 1872 à San Francisco et mort le 24 juin 1928 à Croton-on-Hudson, est un acteur américain de théâtre et de cinéma muet.

## Théâtre
En 1900, il se produit à Londres dans la pièce Ib and Little Christina. Parmi ses apparitions à Broadway figurent The Duchess of Dantzic (1903, rôle de Napoleon), Salvation Nell (1908), Within the Law (1912), Molière (1919), A Woman of No Importance (1916), The Lady of the Camellias (1917), et Getting Together (1918).

## Filmographie partielle
- 1915 : Le Code secret
- 1915 : Insouciance
- 1916 : The Ballet Girl
- 1916 : McTeague (en)
- 1917 : The Empress de Alice Guy
- 1917 : The Seven Deadly Sins
- 1923 : Rosita
- 1923 : The Bad Man

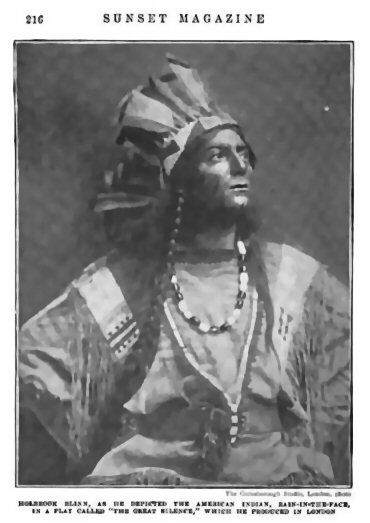
Holbrook Blinn en chef indien dans la pièce The Great Silence vers 1905

- 1924 : Yolanda de Robert G. Vignola
- 1925 : L'Amazone (Zander the Great) de George W. Hill
- 1925 : The New Commandment de Howard Higgin
- 1927 : The Telephone Girl